# (9629) Servet
(9629) Servet ist ein Asteroid des Hauptgürtels, der am 15. August 1993 vom belgischen Astronomen Eric Walter Elst an der Sternwarte Caussols (IAU-Code 010) in Südfrankreich entdeckt wurde.
Der Asteroid wurde am 1. Mai 2003 nach dem spanischen Arzt, humanistischen Gelehrten und antitrinitarischen Theologen Michael Servetus (1511–1553) benannt, der wegen seiner häretischen Schriften auf Betreiben Calvins verurteilt und auf dem Scheiterhaufen hingerichtet wurde.